# Escola d'Estudis Artístics de l'Hospitalet
L'Escola d’Estudis Artistics de l’Hospitalet (o EEA) fou un centre d’aprenentatge dels oficis artístics promogut pel Patronat Municipal de Cultura de l’Hospitalet de Llobregat, que funcionà entre el 1975 i el 1977 sota la direcció de Ricard Salvat, inspirada en l'escola Bauhaus. La secció d’Arts Escèniques de l’EEA continuava la tasca empresa en anys anteriors a l'Escola d’Art Dramàtic Adrià Gual i, així, la secció de teatre acollí alumnes que provenien de l’EADAG, amb projectes en marxa.
L’Escola pretenia oferir una formació cultural i artística alternativa i de qualitat al jovent de la ciutat, i fins i tot de fora de la ciutat, en l’àmbit de Barcelona. Es proposava elevar el nivell cultural de la ciutadania i promoure la formació d’artistes locals, en els diversos àmbits de la creació artística. I per a això va dotar l’Escola de professionals en les diverses disciplines i oficis, que treballessin amb l’alumnat guiats per l'esperit i la idea de la Bauhaus: "D'acord amb les orientacions de la Bauhaus s'ha acudit per formar part del professorat de l'EEA a una sèrie d'artistes i intel·lectuals amb una extensa tasca realitzada i una autoritat i experiència àmpliament reconegudes [...]. Aquests artistes i intel·lectuals actuaran com a mestres de taller davant dels assistents a les seves lliçons i tant l'element docent com el discent treballaran en comú aportant, cadascú, els fruits de la seva feina, i plantejant-se-la en funció de la tasca que es pugui realitzar en col·lectiu".

## Història
Després que al setembre de 1974 el Consell Directiu del FAD decidís tancar l'Escola d'Art Dramàtic Adrià Gual (EADAG), Salvat i el seu equip van poder reprendre el seu projecte a l’Hospitalet, atenent la proposta de Joan Miró, antic alumne de l’EADAG i aleshores regidor de Cultura de l’Ajuntament amb l’alcalde Vicenç Capdevila, que ho era des del 1973.
El projecte va quedar incorporat dins del Pla d'Actuació del Patronat Municipal de Cultura -encapçalat per Joan Soto, membre del grup de teatre independent Alpha-63, i amb Joan Francesc Marco com a secretari general-, que articulava diferents iniciatives per dotar la ciutat d’infraestructura cultural. S'aprovà el 17 de setembre de 1975 en el Ple de l’Ajuntament i s'havia de desplegar durant el curs 1975-1976.
El 30 d'octubre es va celebrar a l'edifici de l'Escola la seva presentació pública i s'inaugurava el 6 de novembre de 1975. Estava situada al carrer d’Anselm Clavé, número 24, al costat de la Plaça dels Avis, al barri de Santa Eulàlia, en un edifici que havia estat abans una fàbrica d’olis i després una escola de primària.
El context en què va ser possible la creació de l’Escola d’Estudis Artístics de l’Hospitalet és el d’uns anys de gran efervescència política, juntament amb la voluntat de dinamització cultural de l’Ajuntament i el seu Patronat de Cultura, i també l'existència prèvia de grups teatrals independents, com ara Alpha-63, ja actiu des dels anys seixanta.
L’octubre de 1977, després de dos cursos complets, el nou alcalde de la ciutat, Joan Perelló, va ajornar el començament de curs i orientà la política cultural de la ciutat cap a noves opcions. Tot i així, l’Escola va arribar a començar el tercer curs (1977- 1978) i va mantenir una certa activitat docent fins al mes de febrer, en què fou clausurada. La reducció o insuficiència de la dotació pressupostària de I'Ajuntament i les confrontacions entre els diversos sectors de l’Escola l’havien portat al tancament definitiu.
En paraules de Ricard Salvat: la idea original de l’Alexandre Cirici Pellicer [el projecte de l’Escola d’Art Dramàtic Adrià Gual] va ser la de crear una mena de Bauhaus a la catalana, i crec que al final a l’Hospitalet ho vam acabar aconseguint. A l’Hospitalet teníem una casa sencera amb teatre propi, amb la possibilitat de fer teatre a l’aire lliure a la plaça, que és on vam estrenar Salvat-Papasseit. […] L’Escola d’Estudis Artístics va estar en funcionament fins que va ser massa cara de mantenir.

## Programa, professorat, alumnat
El programa de l’Escola proposava tres cursos complets al final dels quals s'obtenia una titulació. S'estructurava en quatre especialitats o 'llenguatges artístics': arts plàstiques, cinema, música i teatre, tot i que no es descartava incorporar-hi en el futur altres disciplines com ara ceràmica o disseny industrial. Les classes es feien de dilluns a divendres, de set a deu de la nit. S'hi impartien matèries comunes i d’especialitat i també s'organitzaven les Aules Lliures, amb representacions, conferències o altres activitats destinades a procurar per a l’alumnat informació cultural actualitzada i una reflexió permanent sobre l’art contemporani.
L’Escola tingué com a Director artístic Ricard Salvat i com a responsables de matèria o col·laboradors en les assignatures els següents professionals:
- Cinema (Direcció, Producció, Càmera, Direcció de fotografia, Pràctica del muntatge, Narrativa, Guió...): Pere Balañà, Jordi Cadena, Alfons Garcia i Seguí, Tomàs Pladevall, Josep Maria Forn, Ramon Sala, Josep Anton Pérez Giner, Ricard Albiñana, Domènec Font, Joan Lorente, Francisco Marín, Antoni Ribas, Carles Duran, Ricardo Muñoz-Suay.
- Arts Plàstiques (Taller de pintura i escultura, Teoria de I'art, Estudi de materials i de tècniques, Teoria de I'arquitectura...): Joan Hernández Pijuan, Josep Parera Serramià, Xavier Franquesa, Javier Rubio, Eduard Alcoy, Joan Vila Grau.
- Música (Animació musical, Teoria de la musica, Lectura i Dictat musicals, Anàlisi i formes musicals...): Gabriel Brncic lsaza; Javier Navarrete.
- Teatre (Psicomotricitat, Interpretació, Espai escènic, Escenografia, Dicció i ortofonia, Mètode Stanislavsky, Teoria de la direcció teatral, Psicologia de I'actor...): Carme Serrallonga, Teresa Devant Lázaro, Sergi Mateu Vives, Pere Mora, Manuel Trilla, Antoni Fàbregas, Mª Jesús Andany, Albert Socias, Teresa Monsegur, Manuel Reguera Saumell, Pere Daussà.

Ricard Albert, Pelai Pagès o Anton Espadaler també hi impartiren classes d’Història, Història de l’Art o d’Estètica.
- A les Aules Lliures hi havien participat Judith Malina i Julian Beck (fundadors del Living Theatre), Núria Espert, Ángel Alonso, Magic Circus, Salvador Távora, la companyia La Guadaña, el Grup Kaddish...; José Luis Guarner, José M. Nunes, Antoni Padrós, Helvio Soto, Giuseppe Cino.[5]

Van ser alumnes d’aquesta Escola entre d'altres: Agustí Villaronga, Antoni Chavarrías, Pelegrí Vivó, Francesc Palmer, Amat Carreras, Francesc Prieto, Julián Álvarez, Joan Pueyo, Xavier Gil, Rosa Español, Carles José i Solsona.

## Altres activitats
A més de l'estricta dedicació pedagògica, l’Escola d’Estudis Artístics va irradiar la seva acció a la ciutat de L’Hospitalet, amb la programació de moltes activitats i iniciatives que hi incorporaven l’alumnat d’escoles o instituts i la ciutadania en general: la Primera Setmana de Teatre, celebrada entre el 7 i el 13 de juny de 1976, amb la participació de 14 grups de teatre independent i la celebració de 35 actes o l'Homenatge a Luís García Berlanga, del 21 al 25 de juliol de 1976, amb la projecció de nou pel·lícules i la participació com a conferenciants de Fernando Fernán Gómez, Pere Portabella, Luís Garcia Berlanga, Francesc Bellmunt, Josep Lluís Guarner, Francesc Candel, Emma Penella, Emiliano Piedra, Romà Gubern, Jaime Camino, Basilio Martín Patiño, Miquel Porter, Marius Gas.